# Camponotus caesar
Camponotus caesar é uma espécie de inseto do gênero Camponotus, pertencente à família Formicidae.

## Subespécies
- C. c. caesar
- C. c. imperator